# Parakseneuridae
Parakseneuridae – wymarła rodzina owadów z rzędu sieciarek. W zapisie kopalnym znane są z jury środkowej i wczesnej. Ich skamieniałości znajdowane są na terenie Chin i Kirgistanu.
Głowa tych owadów wyposażona była w tęgie i stosunkowo krótkie głaszczki wargowe oraz znacznie krótsze od przednich skrzydeł nitkowate czułki. Skrzydła przedniej pary osiągały od 50 do 75 mm długości i cechowały się żyłkami tylną medialną oraz przednią i tylną kubitalną rozdwojonymi. Tylne skrzydła były w połowie dosiebnej wyraźnie szersze niż w odsiebnej. W użyłkowaniu obu par skrzydeł zaznaczały się: dobrze rozwinięta, zawracająca i rozgałęziona żyłka barkowa, krótka i w polu barkowym zlana z tylną żyłką subkostalną przednia żyłka subkostalna, przednia żyłka radialna dochodząca do krawędzi skrzydła daleko przed jego wierzchołkiem, liczne żyłki poprzeczne w polu subkostalnym oraz żyłki poprzeczne w polu radialnym rozmieszczone w nieregularnych odstępach. Błony obu par skrzydeł porastało długie i gęste owłosienie. Odnóża miały po dwie proste ostrogi na goleniach oraz duże, mocno zakrzywione pazurki.
Takson ten wprowadzony został w 2012 roku przez Yang Qianga, Władimir Makarkina, Shauna Wintertona, Aleksandra Chramowa i Ren Donga. Należą tu następujące rodzaje:
- †Parakseneura Yang, Makarkin et Ren, 2012
- †Pseudorapisma Yang, Makarkin et Ren, 2012
- †Shuraboneura Khramov et Makarkin, 2012